# Farul Amphitrite Point

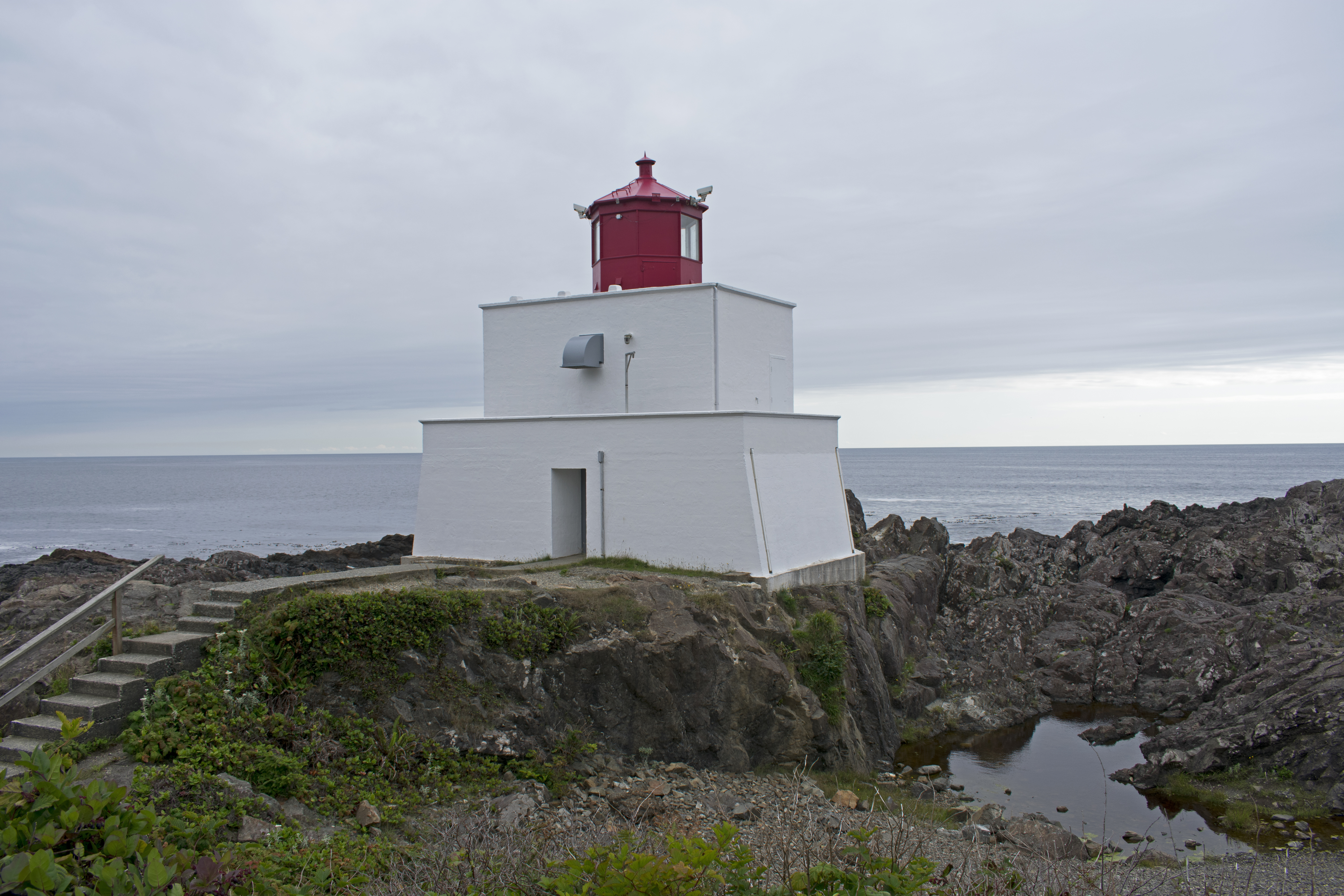
Farul Amphitrite Point

Farul Amphitrite Point este un far activ în apropiere de Uclulelet, pe coasta de vest a insulei Vancouver, în Columbia Britanică, Canada, numit după Amfitrita, zeița mării și soția lui Poseidon în mitologia greacă . 

## Geografie
Amphitrite Point are singurul far activ din zona Tofino - Ucluelet, zonă accesibilă cu automobilul, singurul alt far local fiind pe Insula Lennard, vizibil doar din aer sau de pe barcă. Amphitrite Point Light este situat la capătul sudic al peninsulei Ucluelet și la partea nordică a Barkley Sound, la aproximativ 3 kilometri sud de centrul orașului Ucluelet și la 40 km sud de Tofino, Columbia Britanică. Turnul farului este închis publicului, dar parterul este deschis ca parte a secțiunii Farului din Traficul Pacificului Sălbatic. În afară de drumeția traseului pentru a vedea farul, vizitatorii pot parca la capătul Drumului Pazei de Coastă și pot merge direct la far în 2-3 minute. Amphitrite Point, la fel ca restul Peninsulei Ucluelet, este supus unor furtuni de iarnă frecvente și are un climat oceanic ( Köppen Cfb) cu aproximativ 3,3 metri de precipitații anuale. Următorul far activ la nord de Amphitrite Point este Farul Insulei Lennard în largul Chesterman Beach ; următorul far activ la sud este CFarul Cape Beale din partea de sud a Barkley Sound . 

## Istorie
Primul far din această zonă a fost un mic turn din lemn construit în 1906.  Acest far a fost distrus în 1914 din cauze naturale, iar actualul far de beton a fost deschis în martie 1915.  Amphitrite Point este expus la vânturi puternice, valuri de maree și se află, de asemenea, într-o zonă de inundare a tsunami-ului, astfel că farul actual (construit în 1915) derivă din forma și construcția sa deosebite din faptul că a fost proiectat să reziste furtunilor puternice din vest care vin din largul Oceanului Pacific . Angajații săi au fost membri ai Gărzii de Coastă din Canada, din 1915 până în 1988, când a fost automatizat. 

## Galerie

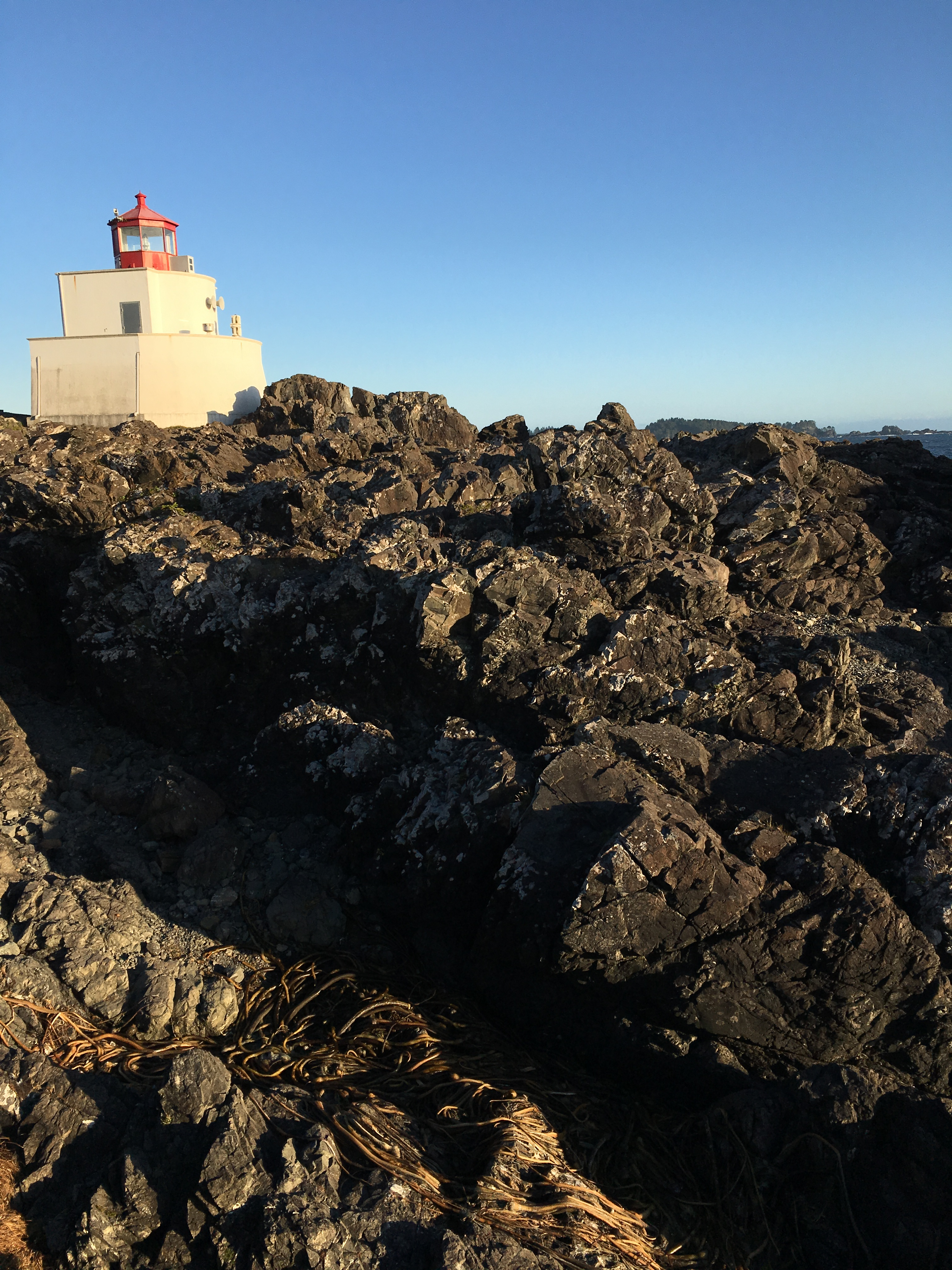
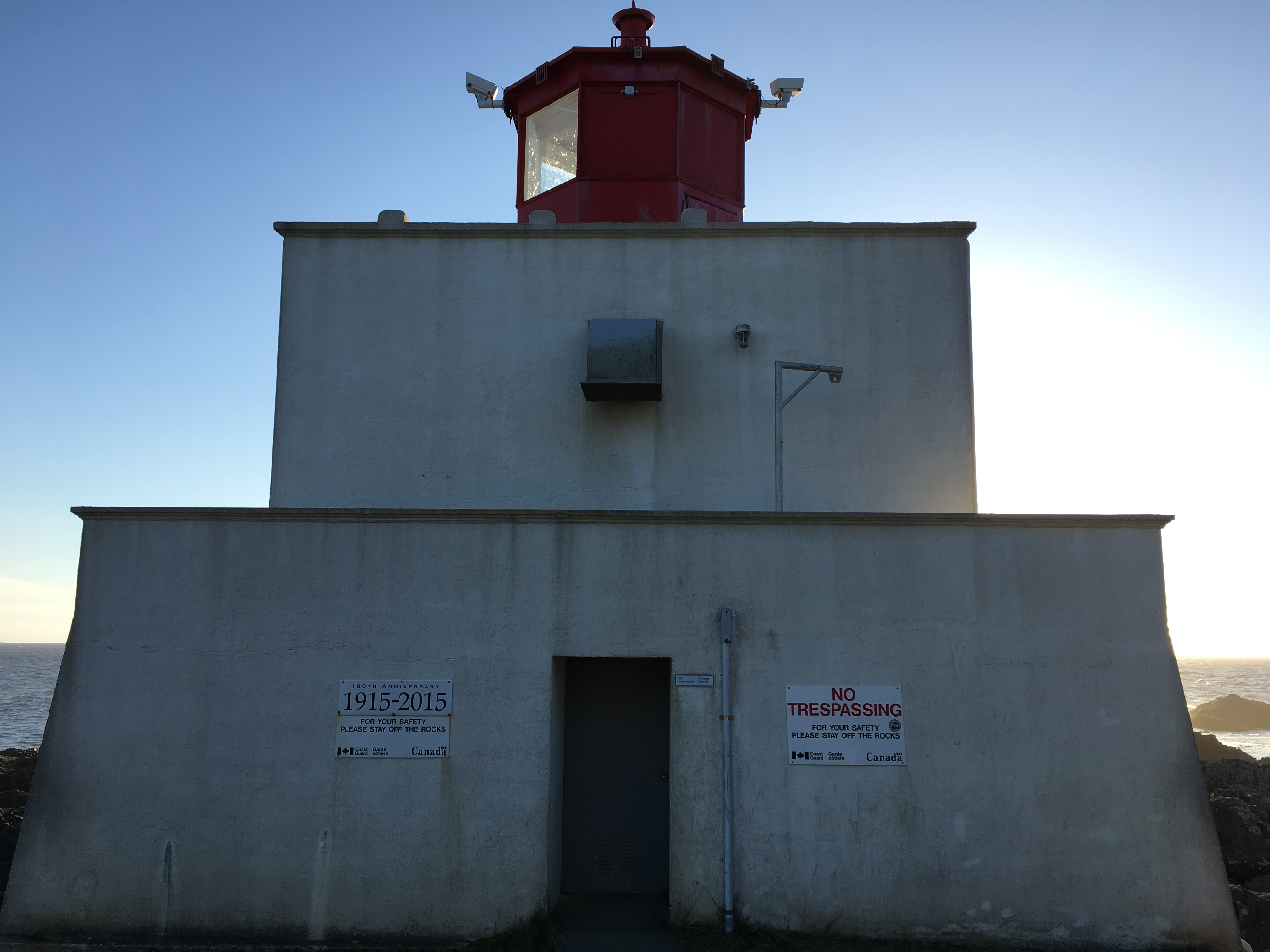
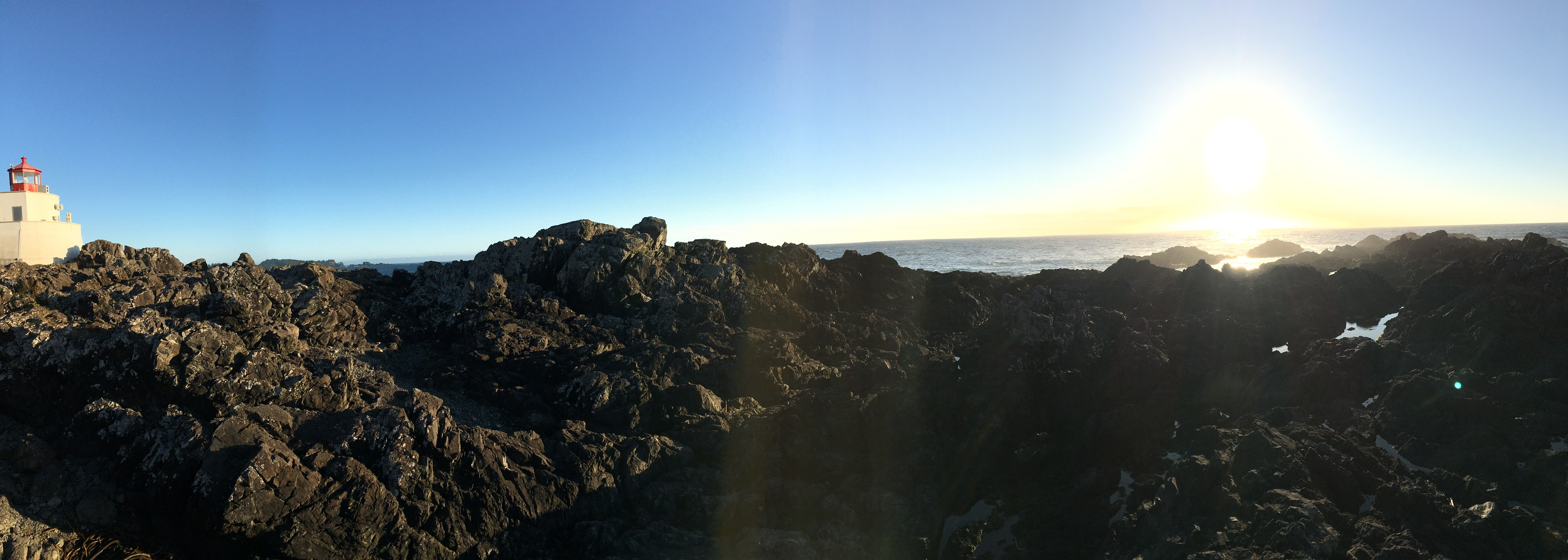
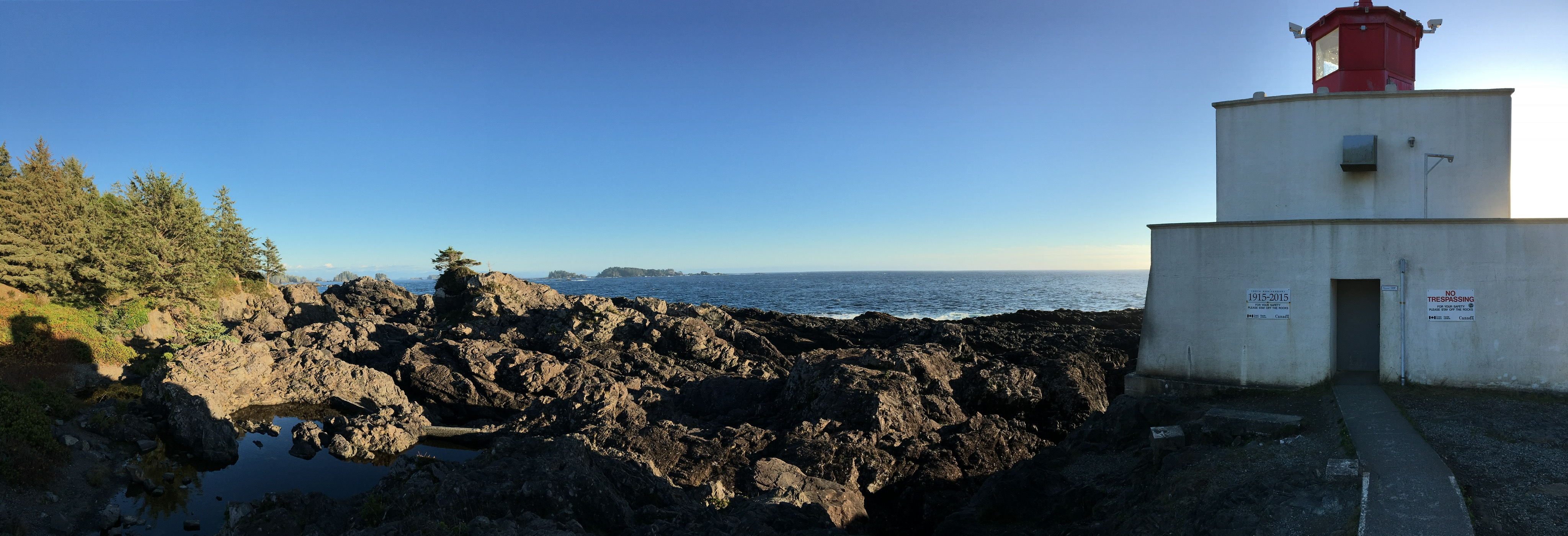
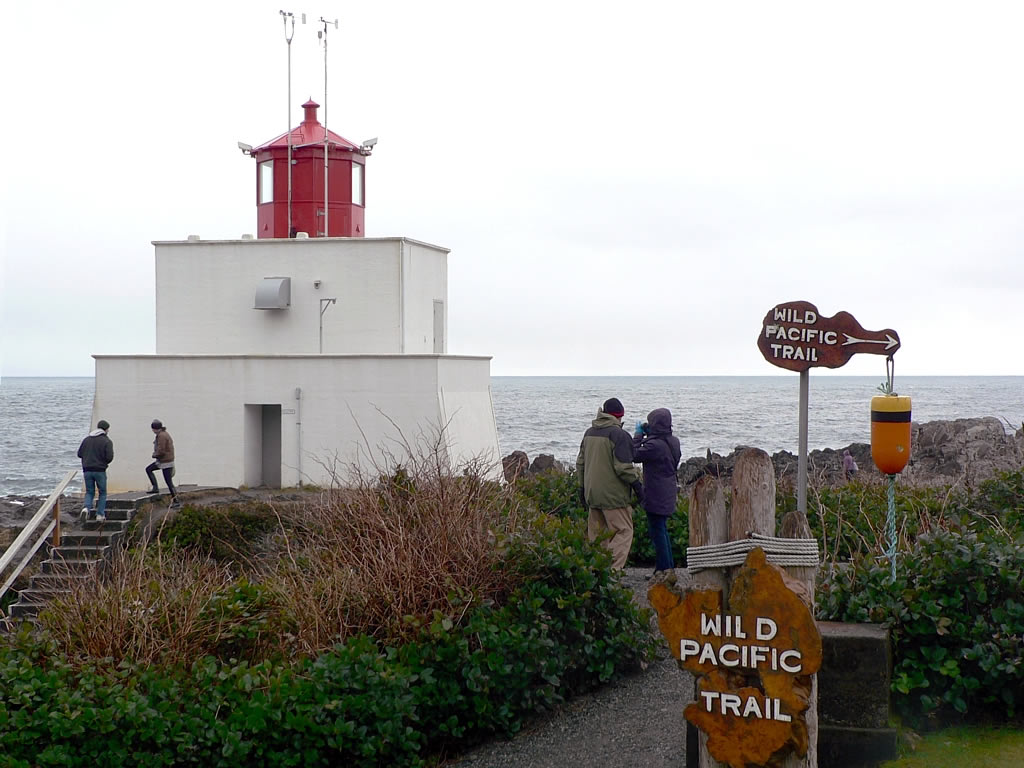